# Verenigd Indonesië-kabinet I
Het Verenigd Indonesië-kabinet I (Indonesisch: Kabinet Indonesia Bersatu I) was een Indonesisch kabinet dat regeerde in de jaren 2004-2009, onder leiding van president Susilo Bambang Yudhoyono en vicepresident Jusuf Kalla. Naast de Democratische Partij van Yudhoyono waren ook de partijen Golkar, Partij van het Nationale Ontwaken (PKB), Maan en Ster-partij (PBB), Verenigde Ontwikkelingspartij (PPP), Nationale Mandaatpartij (PAN), Partij voor Rechtvaardigheid en Welvaart (PKS) en de Indonesische Partij voor Rechtvaardigheid en Eenheid (PKPI) onderdeel van de coalitie.
Het Verenigd Indonesië-kabinet I werd gevormd door Susilo Bambang Yudhoyono nadat hij de presidentsverkiezingen van 2004 had gewonnen. Dit waren de eerste rechtstreekse presidentsverkiezingen in Indonesië.

## Samenstelling

### President en vicepresident
| President                | President | Vicepresident | Vicepresident |
| ------------------------ | --------- | ------------- | ------------- |
| Susilo Bambang Yudhoyono |           |               | Jusuf Kalla   |

### Coördinerend ministers
| Nr. | Ministerspost                                                        | Minister                                               | Minister                                | Partij |
| --- | -------------------------------------------------------------------- | ------------------------------------------------------ | --------------------------------------- | ------ |
| 1   | Coördinerend Minister voor Politieke, Juridische en Veiligheidszaken |                                                        | Widodo Adi Sutjipto                     |        |
| 2   | Coördinerend Minister voor Economische Zaken                         |                                                        | Aburizal Bakrie (tot 7 december 2005)   | Golkar |
| 2   | Coördinerend Minister voor Economische Zaken                         | Boediono (van 7 december 2005 tot 22 mei 2008)         |                                         |        |
| 2   | Coördinerend Minister voor Economische Zaken                         | Sri Mulyani Indrawati (waarnemend, vanaf 13 juni 2008) |                                         |        |
| 3   | Coördinerend Minister voor Volkswelvaart                             |                                                        | Alwi Shihab (tot 7 december 2005)       | PKB    |
| 3   | Coördinerend Minister voor Volkswelvaart                             |                                                        | Aburizal Bakrie (vanaf 7 december 2005) | Golkar |

### Ministers
| Nr. | Ministerspost                                | Minister                                                           | Minister                                    | Partij               |
| --- | -------------------------------------------- | ------------------------------------------------------------------ | ------------------------------------------- | -------------------- |
| 4   | Minister-Staatssecretaris                    |                                                                    | Yusril Ihza Mahendra (tot 9 mei 2007)       | PBB                  |
| 4   | Minister-Staatssecretaris                    |                                                                    | Hatta Rajasa (vanaf 9 mei 2007)             | PAN                  |
| 5   | Minister van Binnenlandse Zaken              |                                                                    | Mohammad Ma'ruf (tot 30 maart 2007)         | Democratische Partij |
| 5   | Minister van Binnenlandse Zaken              | Widodo Adi Sutjipto (waarnemend, van 2 april tot 29 augustus 2007) |                                             |                      |
| 5   | Minister van Binnenlandse Zaken              |                                                                    | Mardiyanto (vanaf 29 augustus 2007)         | PDI-P                |
| 6   | Minister van Buitenlandse Zaken              |                                                                    | Hassan Wirajuda                             |                      |
| 7   | Minister van Defensie                        |                                                                    | Juwono Sudarsono                            |                      |
| 8   | Minister van Justitie en Mensenrechten       |                                                                    | Hamid Awaluddin (tot 9 mei 2007)            |                      |
| 8   | Minister van Justitie en Mensenrechten       |                                                                    | Andi Mattalatta (vanaf 9 mei 2007)          | Golkar               |
| 9   | Minister van Financiën                       |                                                                    | Jusuf Anwar (tot 7 december 2005)           |                      |
| 9   | Minister van Financiën                       | Sri Mulyani Indrawati (vanaf 7 december 2005)                      |                                             |                      |
| 10  | Minister van Energie en Minerale Hulpbronnen |                                                                    | Purnomo Yusgiantoro                         |                      |
| 11  | Minister van Industrie                       |                                                                    | Andung A. Nitimiharja (tot 7 december 2005) |                      |
| 11  | Minister van Industrie                       |                                                                    | Fahmi Idris (vanaf 7 december 2005)         | Golkar               |
| 12  | Minister van Handel                          |                                                                    | Mari Elka Pangestu                          |                      |
| 13  | Minister van Landbouw                        |                                                                    | Anton Apriyanto                             | PKS                  |
| 14  | Minister van Bosbouw                         |                                                                    | Malam Sambat Kaban                          | PBB                  |
| 15  | Minister van Transport                       |                                                                    | Hatta Rajasa (tot 9 mei 2007)               | PAN                  |
| 15  | Minister van Transport                       | Jusman Syafii Djamal (vanaf 9 mei 2007)                            |                                             |                      |
| 16  | Minister van Maritieme Zaken en Visserij     |                                                                    | Freddy Numberi                              | Democratische Partij |
| 17  | Minister van Arbeid en Transmigratie         |                                                                    | Fahmi Idris (tot 7 december 2005)           | Golkar               |
| 17  | Minister van Arbeid en Transmigratie         |                                                                    | Erman Soeparno (vanaf 7 december 2005)      | PKB                  |
| 18  | Minister van Openbare Werken                 |                                                                    | Djoko Kirmanto                              |                      |
| 19  | Minister van Gezondheid                      |                                                                    | Siti Fadilah                                |                      |
| 20  | Minister van Nationaal Onderwijs             |                                                                    | Bambang Sudibyo                             | PAN                  |
| 21  | Minister van Sociale Zaken                   |                                                                    | Bachtar Chamsyah                            | PPP                  |
| 22  | Minister van Godsdienst                      |                                                                    | Muhammad Maftuh Basyuni                     | PKB                  |
| 23  | Minister van Cultuur en Toerisme             |                                                                    | Jero Wacik (tot 30 september 2009)          | Democratische Partij |
| 23  | Minister van Cultuur en Toerisme             | Mohammad Nuh (waarnemend, vanaf 1 oktober 2009)                    |                                             |                      |
| 24  | Minister van Communicatie en Informatica     |                                                                    | Sofyan Dyalil (tot 9 mei 2007)              |                      |
| 24  | Minister van Communicatie en Informatica     | Mohammad Nuh (vanaf 9 mei 2007)                                    |                                             |                      |

### Ministers van staat
| Nr. | Ministerspost                                                            | Minister                                               | Minister                                                   | Partij   |
| --- | ------------------------------------------------------------------------ | ------------------------------------------------------ | ---------------------------------------------------------- | -------- |
| 25  | Minister van Staat voor Onderzoek en Technologie                         |                                                        | Kusmayanto Kadiman                                         |          |
| 26  | Minister van Staat voor Coöperaties en Kleine en Middelgrote Ondernemers |                                                        | Suryadharma Ali (tot 30 september 2009)                    | PPP      |
| 26  | Minister van Staat voor Coöperaties en Kleine en Middelgrote Ondernemers | Mari Elka Pangestu (waarnemend, vanaf 1 oktober 2009)  |                                                            |          |
| 27  | Minister van Staat voor Milieu                                           |                                                        | Rachmat Witoelar                                           | Golkar   |
| 28  | Minister van Staat voor Vrouwenemancipatie                               |                                                        | Meutia Hatta                                               | PKPI     |
| 29  | Minister van Staat voor Benutting van het Staatsapparaat                 |                                                        | Taufiq Effendi (tot 30 september 2009)                     | Demokrat |
| 29  | Minister van Staat voor Benutting van het Staatsapparaat                 | Widodo Adi Sutjipto (waarnemend, vanaf 1 oktober 2009) |                                                            |          |
| 30  | Minister van Staat voor Ontwikkeling van Achtergebleven Gebieden         |                                                        | Saifullah Yusuf (tot 9 mei 2007)                           | PKB      |
| 30  | Minister van Staat voor Ontwikkeling van Achtergebleven Gebieden         |                                                        | Muhammad Lukman Edy (van 9 mei 2007 tot 30 september 2009) | PKB      |
| 30  | Minister van Staat voor Ontwikkeling van Achtergebleven Gebieden         | Djoko Kirmanto (waarnemend, vanaf 1 oktober 2009)      |                                                            |          |
| 31  | Minister van Staat voor Nationale Ontwikkelingsplanning                  |                                                        | Sri Mulyani Indrawati (tot 7 december 2005)                |          |
| 31  | Minister van Staat voor Nationale Ontwikkelingsplanning                  |                                                        | Paskah Suzetta (vanaf 7 december 2005)                     | Golkar   |
| 32  | Minister van Staat voor Staatsbedrijven                                  |                                                        | Soegiharto (tot 9 mei 2007)                                |          |
| 32  | Minister van Staat voor Staatsbedrijven                                  | Sofyan Dyalil (vanaf 9 mei 2007)                       |                                                            |          |
| 33  | Minister van Staat voor Volkshuisvesting                                 |                                                        | Muhammad Yusuf Asy'ari                                     | PKS      |
| 34  | Minister van Staat voor Jongeren en Sport                                |                                                        | Adhyaksa Dault                                             |          |

### Beambten met de status van minister
| Nr. | Ministerspost                          | Minister                                                  | Minister                                   | Partij |
| --- | -------------------------------------- | --------------------------------------------------------- | ------------------------------------------ | ------ |
| 35  | Procureur-generaal                     |                                                           | Abdul Rahman Saleh (tot 9 mei 2007)        |        |
| 35  | Procureur-generaal                     | Hendarman Supandji (vanaf 9 mei 2007)                     |                                            |        |
| 36  | Commandant der Strijdkrachten (TNI)    |                                                           | Endriartono Sutarto (tot 13 februari 2006) |        |
| 36  | Commandant der Strijdkrachten (TNI)    | Djoko Suyanto (van 13 februari 2006 tot 28 december 2007) |                                            |        |
| 36  | Commandant der Strijdkrachten (TNI)    | Djoko Santoso (vanaf 28 december 2007)                    |                                            |        |
| 37  | Hoofd van de Nationale Politie (POLRI) |                                                           | Da'i Bachtiar (tot 7 juli 2005)            |        |
| 37  | Hoofd van de Nationale Politie (POLRI) | Sutanto (van 8 juli 2005 tot 30 september 2008)           |                                            |        |
| 37  | Hoofd van de Nationale Politie (POLRI) | Bambang Hendarso Danuri (vanaf 1 oktober 2008)            |                                            |        |
| 38  | Secretaris van het kabinet             |                                                           | Sudi Silalahi                              |        |